# Cortona On The Move
Cortona On The Move (COTM) è un festival internazionale di fotografia che si svolge nella città di Cortona, in Toscana, a partire dal 2011.
L'evento è organizzato da luglio a settembre di ogni anno: tre-quattro giorni di opening di mostre (poi visitabili fino a fine estate), workshop e letture portfolio, conferenze, incontri e premi con fotografi, photo editor e giornalisti da tutto il mondo.

## Storia
Il Festival è organizzato dall'Associazione culturale ONTHEMOVE, nata a Cortona nel 2010 con lo scopo di dar vita a un evento che in pochi anni ha trasformato Cortona, a livello internazionale, nel luogo simbolico del Viaggio, inteso in tutte le sue possibili accezioni, raccontato per immagini.
L'Associazione ONTHEMOVE è stata costituita con lo scopo principale di favorire la diffusione e promuovere la conoscenza della arti visive, delle modalità di comunicazione e di tutte le forme espressive, con particolare riferimento a fotografia e nuovi media, e stimolarne l'utilizzo da parte del mondo giovanile e non, attraverso contatti e collaborazioni fra persone, enti ed associazioni e organizzazione di eventi.
A tal fine i soci fondatori hanno focalizzato la loro attenzione fin dalla nascita l'organizzazione verso l'organizzazione di un festival internazionale di fotografia da realizzarsi a Cortona e si sono prefissati l'obiettivo che questo diventasse un punto di riferimento per la fotografia in Italia e a livello internazionale.

### Edizione 2011
- Direzione artistica: Carlo Roberti, direttore e fondatore del Toscana Photographic Workshop.
- Workshop con i fotografi: Fotografia & scrittura con Antonio Politano, giornalista e fotografo romano per la Repubblica e National Geographic Italia; Il workflow nella fotografia di viaggio con Gianluca Colla, fotografo freelance da Zurigo.
- Conferenze e incontri:
- Photo editor e giornalisti: Marco Cattaneo, direttore National Geographic Italia, Lello Piazza (Airone magazine), Diego Orlando (BURN magazine), Enrico Bossan (Contrasto).

#### Mostre
- Alex Majoli Hotel Marinum
- Andrea Pistolesi Bangkok soul
- Antonin Kratochvil Galapagos
- David Alan Harvey Off for a family drive
- Arno Rafael Minkkinen A sentimental journey
- Flora Isthmus
- Gabriele Galimberti Couchsurfing
- Giulio Rimondi Beirut nocturne
- Giuseppe Moccia Off the shore
- National Geographic Premio Il Mio Viaggio

### Edizione 2012
- Direzione artistica: Arianna Rinaldo, da anni dirige il trimestrale di fotografia OjodePez e - come photo editor e curatrice indipendente - si occupa di progetti fotografici nazionali e internazionali in campo editoriale, espositivo e corporate (tra gli altri, D di Repubblica, Colors, Magnum Photos, Photographic Social Vision).
- Workshop con i fotografi: Vincent Fournier (Burkina Faso/Francia), Massimo Siragusa (Catania, Italia), Paolo Woods (Canada/Danimarca/Italia/Francia), Antonio Manta (Empoli, Italia); iPhoneography con David Graham (Abington, Usa).
- Conferenze e incontri (photo editor e giornalisti): Antonio Amendola, Gabriele Galimberti, Nicolas Mingasson, Cristina Nadotti (la Repubblica), Jon Lowenstein[2], Luca Sofri (il Post).

#### Mostre
- Vincent Fournier Space project
- Massimo Siragusa Teatro d'Italia
- Brian Finke Flight attendants
- Giulio Di Sturco Aerotropolis
- Anoek Steketee Dream city
- Nicolas Mingasson Portraying the Arctic
- Carlo Bevilacqua Into the silence, eremiti del terzo millennio
- Jon Lowenstein Aftershiock Haiti
- Monika Bulaj Aure
- Alessandro Grassani Environmental migrants: the last illusion
- Riverboom Cortonesi ONTHEMOVE
- Christopher Churchill American faith
- Kitra Cahana Nomadia
- Nino Franchina Viaggio per immagini
- Giancarlo Ceraudo Destino final

### Edizione 2013

#### Direzione artistica
Arianna Rinaldo, direttrice del trimestrale di fotografia OjodePez.

#### Workshop con i fotografi
Argomenti trattati: fotografare la vita quotidiana, You are here! col “fotografo di strada” newyorchese Joel Meyerowitz; Ritratto ambientato e Street photography con Eolo Perfido; composizione fotografica, Beyond the rule of thirds con David Brommer, fotografo da New York; tre giorni di seminari e instawalk con la Instagramers Academy; Come costruire e raccontare una storia con Antonio Manta, una settimana gratuita per 10 studenti di fotografia; reinventare il fotogiornalismo, Come costruire un progetto documentario multimediale con Alfons Rodriguez e in collaborazione con Shoot4change; esplorare il mondo con una prospettiva diversa La strada non battuta con Zed Nelson; Fare un libro fotografico, Dall'editing alla maquette con 3/3.

#### Conferenze e incontri
Conferenze e incontri (photo editor e giornalisti): Antonio Amendola (Shoot4change), Ilaria Barbotti (igers/instagramer), Cristina Nadotti (la Repubblica), Donald R. Winslow (News Photographer magazine), Luca De Fraia (ActionAid), Filippo Sensi (Europa), Luca Sofri (il Post).

#### Mostre
14 fotografi esponenti:
- Joel Meyerowitz - Taking my time
- Christian Lutz – Trilogy
- Zed Nelson - Love me
- David Chancellor – Hunters
- Alfons Rodriguez - The third rider in collaborazione con Shoot4change
- Jeroen Toirkens – Nomad
- Gábor Arion Kudász - Tourists in the environment
- Sol Neelman - Weird sports
- Allen Matthews - Cortona, Italy - Images from 1985 to 2002
- Newsweek
- Alitalia 30 anni in viaggio
- Salvatore Santoro - Saluti da Pinetamare in collaborazione con 3/3 e coprodotta con Fotoleggendo Asbjørn Sand - Roll whatever

### Edizione 2014

#### Direzione artistica
Arianna Rinaldo, direttrice del trimestrale di fotografia OjodePez.

#### Workshop con i fotografi
William Albert Allard "Looking for the light"; Renata Ferri "Costruire per immagini"; Rob Hornstra "DIY Storytelling"; Antonio Manta DIGIGRAPHIE BY EPSON "Una certificazione di eccellenza per il laboratorio di stampa e il cliente"; Jacob Aue Sobol "Creare la propria voce all'interno della fotografia"; Antonio Manta "Dalla Ripresa alla Stampa"; Eolo Perfido "Ritratto di Viaggio".

#### Conferenze e incontri
Conferenze e incontri (photo editor e giornalisti): Proiezione - “Black Box” (Tomasz Tomaszewski), Talk - “ f/8 and Be Happy:Bohemian happiness in a digital world” (Antonio Amendola e Donald R. Winslow), Talk - “MAIDAN-Portraits from the Black Square” (Fiona Rogers e Anastasia Taylor-Lind), Talk - “Photography and the Internet” (Jörg Colberg), Proiezione - “Russian Reporter Magazine” (Andrey Polikanov), Proiezione - "Gone West 1966-2007", "Parisian Seine" (William Albert Allard), Talk - “European Dream” (Alessandro Penso, Carlotta Sami e Cristina Nadotti), Talk - “A smart future: the impact of phones on editorial photography” (Kira Pollack, Olivier Laurent, Benjamin Lowy), Conference - “An Atlas of War and Tourism in the Caucasus” (Rob Hornstra e Arnold van Bruggen).

#### Mostre
25 fotografi esponenti:
- William Albert Allard - Portraits of America
- Kathy Ryan e Scott Thode, con Alec Soth, Ben Lowy, Iwan Baan, David Guttenfelder, Miki Meek  - Goin' Mobile
- Jacob Aue Sobol - Arrivals and Departure
- Albert Bonsfills - Lina and Mengchun
- Braschler & Fischer - China
- Rob Hornstra & Arnold Van Bruggen - The Sochi Project. An Atlas of War and Tourism in the Caucasus
- Alvaro Laiz - Transmongolian: the Secret History of the Mongols
- Tomasz Lazar - Theater of Life
- Carlo Lovari - Viaggio in famiglia
- Alessandro Penso - European Dream, Road to Bruxelles
- Anastasia Taylor-Lind - Negative Zero Chapter 1: Birth
- TerraProject - LAND Inc.
- Tomasz Tomaszewski - Overwhelmed by the Atmosphere of Kindness
- Martin Weber - A map of Latin American Dreams
- Edoardo Delille - Vapore

### Edizione 2015

#### Direzione artistica
Arianna Rinaldo, direttrice del trimestrale di fotografia OjodePez.

### Edizione 2016

#### Direzione artistica
Arianna Rinaldo, direttrice del trimestrale di fotografia OjodePez.

### Edizione 2017

#### Direzione artistica
Arianna Rinaldo, direttrice del trimestrale di fotografia OjodePez.

### Edizione 2018

#### Direzione artistica
Arianna Rinaldo, direttrice del trimestrale di fotografia OjodePez.

### Edizione 2019

#### Direzione artistica
Arianna Rinaldo, direttrice del trimestrale di fotografia OjodePez.

### Edizione 2020

#### Direzione artistica
Arianna Rinaldo, direttrice del trimestrale di fotografia OjodePez.

### Edizione 2021

#### Direzione artistica
Arianna Rinaldo, direttrice del trimestrale di fotografia OjodePez.

### Edizione 2022

#### Direzione artistica
- Paolo Woods - Fotografo, regista, curatore e insegnante olandese-canadese. Lavora principalmente su progetti a lungo termine che combinano la fotografia con il giornalismo investigativo. Collaboratore di National Geographic e il suo lavoro è regolarmente pubblicato su riviste come Time, Le Monde, Geo, Internazionale e Newsweek.

### Edizione 2023

#### Direzione artistica
- Paolo Woods

#### Mostre
26 fotografi esponenti:
- Marc Baptiste, Janette Beckman, Sophie Bramly, Drew Carolan, Custom Gold Grillz, Brian Finke, Philip Knott, Dana Lixenberg, Clay Patrick McBride, Johnny Nelson, Jamel Shabbaz, Victor Zea - Get Rich or Die Tryin'
- Larry Fink - Class Issues
- AA.VV. - "Ambiziosamente tua" – Amore e classi sociali nel fotoromanzo
- Massimo Vitali - Standing Still
- AA.VV. - Il caso "Africo". Dall’Archivio Publifoto Intesa Sanpaolo
- Chauncey Hare - Working Class Heroes
- Fabiola Ferrero - The Wells Run Dry
- Nick Hannes - Garden of Earthly Delights
- Reiner Riedler - Memory Diamonds
- Barbara Iweins - Katalog
- Nikita Teryoshin - Nothing Personal – The Back Office of War
- Michaël Zumstein - Aka Zidane
- Irina Werning - Lessons on How to Survive Inflation from a Pro
- James Mollison - Where Children Sleep
- Sebastián Montalvo Gray - Detonate
- Karen Knorr - Belgravia
- Marco Tiberio & Maria Ghetti - Invisible Cities Calais
- Gerald von Foris - One Day, Son, This Will All Be Yours
- Hans Eijkelboom - 10-Euro Outfits
- Zed Nelson - The Anthropocene Illusion
- Marco Zanella - Scalandrê
- Fausto Podavini - Apnea
- Marco Garofalo - Ultima Chance
- Hong Lei - Focus on China
- Marina Planas - Warlike Approaches to Tourism: All Inclusive
- Cince Johnston - Freddy & Ceydie

### Edizione 2024

#### Direzione artistica
- Paolo Woods

#### Workshop con i fotografi
- Davide Monteleone - Dalla Fotografia alle Narrazioni visive Transmediali
- Paolo Sodi - Into the Nature
- Myriam Boulos
- Collettivo Kublaiklan

## Premi

### Premio On The Move
(Eadweard Muybridge)
Il Festival, ogni anno, assegna un Premio internazionale a un fotografo emergente ispirato al tema Happiness On The Move / Felicità in Movimento.
- Il vincitore del premio Internazionale ONTHEMOVE 2012 è stata Asbjørn Sand, fotogiornalista danese, con il lavoro Roll whatever, scelto dalla giuria per aver saputo interpretare in maniera creativa e personale il tema del concorso. La consegna ufficiale del premio è avvenuta venerdì 20 luglio 2012 presso il Teatro Signorelli. Giuria: James Estrin (Lensblog, The New York Times), Fiona Rogers (Magnum Photos), Arianna Rinaldo (direttore Aritistico COTM), Elena Boille (Internazionale), Jamie Wellford (Newsweek), Silvia Omedes (Photographic Social Vision), Jim Casper (Lens Culture), Giovanna Calvenzi (Su Jong Song, Museo di fotografia contemporanea di Seul).
- Il vincitore del premio Internazionale ONTHEMOVE 2013 è stato Albert Bonsfills, giovane fotografo spagnolo. La consegna ufficiale del premio è avvenuta sabato 20 luglio 2013 presso Palazzo Casali. Giuria: Lucy Conticello, M le magazine du Monde, Jorg Colberg, Conscentius, Magdalena Herrera, Geo France, Gaia Tripoli, International Herald Tribune. Giulia Ticozzi, Il Post. Marion Durand, Newsweek. Arianna Rinaldo, Direttore Artistico Cortona On The Move. Antonio Carloni, Associazione Culturale ONTHEMOVE.
- La vincitrice del premio Internazionale ONTHEMOVE 2014 è stata Carla Kogelman con il progetto Hannah & Alena. La consegna ufficiale del premio è avvenuta sabato 19 luglio 2014 presso Palazzo Casali. Giuria: Elena Boille (Internazionale), Emma Bowkett (Financial Times), Manila Camarini (D di Repubblica), Jörg M. Colberg (Conscentious), Olivier Laurent (Lightbox editor at Time), Andrei Polikanov (Russian Reporter Magazine), Arianna Rinaldo (Cortona On The Move), Marie Louise and Maarten Schilt (Schilt Publishing & Gallery), Nicola Tiezzi (Associazione Culturale ONTHEMOVE), Erik Vroons (GUP magazine).
- La vincitrice del premio Internazionale ONTHEMOVE 2024 è stata Maria Abranches, con il progetto MARIA. Giuria: Jim Casper (Caporedattore e Co-Fondatore di LensCulture), Federica Chiocchetti (Direttrice Mbal – Musée des Beaux Arts de Locle), Kublaiklan (Curatori fotografici Cortona On The Move), Veronica Nicolardi (Direttrice di Cortona On The Move), Laura Sackett (Direttrice Creativa e Co-Fondatrice di LensCulture), Paolo Woods (Direttore Artistico di Cortona On The Move)

### Circuito OFF
CortonaOnTheMove ospita ogni anno il Circuito OFF, sezione del Festival aperta a chiunque voglia inviare le proprie foto, nuovi talenti che desiderano uscire dal coro per raccontare il proprio Viaggio, giocandosi la possibilità di esporre accanto a nomi noti della fotografia mondiale. Nel 2014 hanno partecipato 581 persone da tutto il mondo.
Per ognuno dei 5 vincitori, selezionati da una giuria composta dal direttore artistico e dai membri dell'Associazione ONTHEMOVE, è previsto l'allestimento di una personale all'interno del Vecchio Ospedale.
Circuito OFF 2011 ha assegnato il primo premio al progetto ¡Hasta siempre? della fotografa Annalisa Natali.
I finalisti sono stati:
- Alessandro Gaja – Japan from a train
- David Marciano – I volti del Budda
- Massimo Imbesi – Seconda classe
- Giovanni Cobianchi – Il festival religioso in onore di Pir Shalar
- Marco Marchetta – Novanta

Circuito OFF 2012 ha assegnato il primo premio al progetto del fotografo Simone Massera con il lavoro Baci dalla provincia.
I finalisti sono stati:
- Francesco Pergolesi – Zero - zero
- Giuseppe Fanizza – Stanze
- Jean-Marc Caimi – Coast to coast
- Talos Buccellati – London

Circuito OFF 2013 ha assegnato il primo premio al progetto dei fotografi Sergey Poteryaev e Fyodor Telkov con il lavoro North line.
I finalisti sono stati:
- Laura El-Tantawy – In the shadow of the pyramids: Egypt
- Simona paleari – Eoli
- Francesca Nicolosi – Francesca Nicolosi
- Calogero Russo – New Moscow, Atmosphere
- Marco Bulgarelli – Pop up exhibit

Circuito OFF 2014 ha assegnato il primo premio al progetto dei fotografi:
- Marco Casino – Staff Riding
- Dimitry Kostyukiv – The Russia Left Behind: a journey through a heartland on the slow road to ruin
- Lorenzo Masi – At first glance
- Sergio Rolando – Manifold Landscape
- Mateusz Sarello – Swell.

## Letture portfolio
Le letture portfolio del Festival Cortona On The Move – fotografia in viaggio, rappresentano un'occasione per i giovani talenti di sottoporre i propri lavori ad alcuni esperti del settore: editori e photo editor di testate nazionali e internazionali, curatori e fotografi sono a disposizione per colloqui individuali durante i quali vengono discussi i progetti presentati a livello tecnico, artistico ed editoriale. L'iscrizione alle letture portfolio del Festival è aperta a fotografi aspiranti, emergenti e professionisti.
- Letture portfolio CortonaOnTheMove 2011: Gaia Tripoli (Amica), Tiziana Faraoni (l'Espresso), Valeria Moreschi (Fnac) Arianna Rinaldo (D e OjodePez Photo meeting Barcelona), Daria Bonera (Qui touring), James Wellford (Newsweek), Andrea Comollo (ActionAid), Monica Allende (The sunday times magazine), Sara Cervo (Playboy).
- Letture portfolio CortonaOnTheMove 2012: James Estrin, Usa (photo editor del Lensblog del The New York Times), Jim Casper, Francia (fotografo, editore, publisher di Lens Culture), Tina Arhens, Usa and Germany (cofondatrice Emphas.is), Irene Alison, Italia (direttore RVM - Rear View Mirror magazine), Manila Camarini e Sara Guerrini, Italia (photo editor D di Repubblica), Martino Marangoni, Italia (fotografo e fondatore Studio Marangoni), Bridget Coaker, Gb (photo editor del The Guardian e The Observer), Andrea Comollo, Italia (rappresentante di Actionaid), Monica Allende, Spain (photo editor del The Sunday Times magazine).
- Letture portfolio CortonaOnTheMove 2013: James Estrin (The New York Times), Gaia Tripoli (International Herald Tribune), James Wellford (Newsweek), Tina Ahrens (Emphas.is), Irene Alison (RVM – Rear View Mirror magazine), Sara Guerrini/Manila Camarini (D di Repubblica), Marion Durand (Newsweek), Stefania Molteni (Riders), Laurence Watts (ActionAid International), Giulia Ticozzi (il Post), Simon Bainbridge (British Journal of Photography).
- Letture portfolio CortonaOnTheMove 2014: Manila Camarini (D, La Repubblica), Lucy Conticello (M, le magazine du Monde), Renata Ferri (Io donna, Amica), Olivier Laurent (LightBox, Time), Emanuela Mirabelli (Marie Claire Italia), Andrey Polikanov (Russian Reporter Magazine), Fiona Rogers (Magnum Photos), Kira Pollack (Time), Maarten Schilt, Marie Louise Schilt (Schilt Publishing & Gallery), Giulia Ticozzi (Linkiesta), Erik Vroons (Gup Magazine), Donald R. Winslow (News Photographer magazine for NPPA).

## Partners
Il Festival si sostiene con finanziamenti pubblici e sponsorizzazioni e può contare su una rete di volontari e di stage in collaborazione con le università della regione.
Patrocinato dal Comune di Cortona, Regione Toscana, Provincia di Arezzo, Ministero dei Beni e delle Attività Culturali e del Turismo (Mibac), Camera di Commercio di Arezzo, Museo dell'Accademia Etrusca e della Città di Cortona (Maec), Fondo Ambiente Italiano (Fai), SAE Srl Elettrodistribuzione (illuminazione mostre).

### Media partners
Tra i media partner 2013 del Festival spiccano due testate italiane:
- Repubblica.it ha realizzato con Cortona On The Move “Italiani on the move”, un'iniziativa di crowd photography che ha invitato i lettori del sito più cliccato d'Italia a inviare le proprie foto in viaggio scattate prima del 31/12/1999. Sono state raccolte 1.600 foto da 643 persone. Tre di loro hanno vinto un soggiorno a Cortona durante i giorni di inaugurazione del Festival.
- il Post ha dedicato uno spazio settimanale al Festival da aprile a settembre.

## Luoghi
Le mostre di CortonaOnTheMove si caratterizzano per essere allestite in particolari location che rimangono visitabili fino a fine estate. Il Festival è infatti anche un'occasione per esplorare luoghi generalmente non aperti al pubblico, gioielli architettonici della cittadina toscana, tra cui:
- Fortezza di Girifalco,
- Chiesa di Sant'Antonio (Poggio di Cortona),
- Vecchio Ospedale (via Maffei),
- Via Santucci,
- Ex magazzino delle carni (via Santucci),
- Palazzo Ferretti (Via Nazionale)
- Rugapiana, 60 (Via Nazionale)